# Jan II van Gorizia
Jan II van Gorizia (1433 - Lienz, 22 mei 1462) was van 1454 tot aan zijn dood graaf van Gorizia. Hij behoorde tot het huis Gorizia.

## Levensloop
Jan II was de oudste zoon van graaf Hendrik VI van Gorizia en diens tweede echtgenote Catharina Garai, dochter van paltsgraaf Nicolaas II Garai van Hongarije.
Jan was verloofd met Elisabeth, dochter van graaf Ulrich II van Celje, maar uiteindelijk werd het huwelijk in 1444 afgeblazen. Hij werd daarop tot in 1454 in Celje gevangengehouden, waarna hij zijn vader opvolgde als graaf van Gorizia.
Nadat graaf Ulrich II van Celje in 1456 was overleden, eiste Jan diens bezittingen in Ortenburg in het hertogdom Karinthië op. Dit was echter onsuccesvol, maar desondanks veroverde en plunderde hij de landerijen in Ortenburg. In 1460 werd Jan echter verslagen door de troepen van keizer Frederik III, waarna hij een vredesverdrag moest ondertekenen waarin hij iedere aanspraak op de Ortenburgse landerijen moest opgeven en twaalf forten in Gorizia moest afstaan.
In 1462 stierf Jan in zijn residentie in Lienz. Om zijn dood werd er diep gerouwd door zijn onderdanen, omdat hij heel populair bij hen was. Zijn jongere broer Leonard volgde hem op.  